# Helikopter
En helikopter (græsk: helico, præfixet spiral-, og pteron, en vinge) er et luftfartøj, der under flyvning bæres oppe ved luftens virkning på en eller flere motordrevne rotorer, der roterer om en eller flere lodrette akser.
Det klassiske helikopterdesign med den store, vandrette hovedrotor og den lille lodrette halerotor blev patenteret af Igor Sikorsky i 1931. Andre design findes med to modsat drejende hovedrotorer på enten hver sin aksel eller på en fælles aksel. 

## Styring
Styregrejerne på en helikopter består af:
- En styrepind mellem benene kaldet cyclic stick.
  - Ændrer flyveretning – fremad, baglæns, sidelæns – alle 360°.
  - Større styrepindsbevægelse giver højere hastighed for turbinedrevne helikoptere.
- En styrestang ved venstre arm kaldet collective stick.
  - Ændrer indfaldsvinkel på alle hovedrotorblade samtidigt og er forbundet med motorens/motorernes gasregulering. Ændrer helikopterens vertikale flyveretning: op, ned.
  - På visse skibsbaserede helikoptere kan rotorskiven danne svag negativ opdrift for at presse helikopteren mod skibsdækket.
- To pedaler, der ændrer indfaldsvinkel pitch på halerotoren (hvis helikopteren har én hovedrotor).
  - Kompenserer for hovedrotorens drejningsmoment og roterer helikopteren om højdeaksen: Yaw.
- Gashåndtaget. På små stempelmotordrevne helikoptere sidder gashåndtaget på collective stick. Turbinedrevne helikoptere har en automatisk Engine Governor.

### Styreplade
Helikoptere har en styreplade (swash plate) på rotorakslen til at overføre pilotens bevægelser til hovedrotoren. Den består af to dele; en ikke-roterende del, der kontrolleres fra cockpittet vha. skubbe-trækstænger, og en roterende del, der vha. skubbe-trækstænger ændrer rotorbladenes hældning (pitch). 
Når styrepinden (cyclic stick) er i midterposition vil styrepladen være vandret og rotorbladenes hældning er konstant. Hvis styrestangen (collective stick) også er i midterposition, vil helikopteren hænge stille i luften. Når helikopteren skal flyve fremad, føres styrepinden fremad, derved hældes styrepladen lidt, så de rotorblade, der peger bagud får øget deres hældning en smule. Derved vippes helikopteren lidt forover, og den flyver fremad. Føres styrepinden til højre, vippes styrepladen, så rotorbladene i venstre side får lidt større hældning, og helikopteren flyver sidelæns til højre. Tilsvarende (men modsat!), når helikopteren skal flyve baglæns eller flyve sidelæns til venstre. 
Rotoren har et meget stort inertimoment, og dermed et stort impulsmoment. Rotoren opfører sig derfor som en slags gyro eller snurretop. Det betyder, at det nævnte kraftmoment fra rotoren (det, der får helikopteren til at vippe) vil få helikopteren til at vippe vinkelret på momentet, hvilket er ulogisk for piloten. Derfor har konstruktøren "drejet" styrepladens funktion 90 grader, så styringen virker intuitivt rigtigt.
Ved påvirkning af styrestangen (collective stick) vil styrepladen bevæges lodret op eller ned, med en vinkel bestemt af styrepinden. Op- og nedbevægelsen vil kollektivt ændre pitch på alle rotorblade, og henholdsvis forringe eller forøge opdriften af hovedrotoren. Resultatet er en ændring af flyvehøjden.
- Styrepladen i neutral position.
- En vippet styreplade giver asymmetrisk opdrift og helikopteren flyver i en bestemt retning.
- En løftet styreplade giver rotoren en mindre opdrift og helikopteren taber flyvehøjde.

## Rotortyper
Hovedrotoren har et kraftigt drejningsmoment, der vil få flystellet til at rotere i modsat retning. 90 % af alle helikoptere anvender en lodret halerotor til at kompensere for hovedrotoren. Omkring 20 % af den tilførte energi bruges af halerotoren, hvilket er tabsgivende. Nogle nyere halerotorer er monteret så de giver en anelse opdrift og fremdrift. Halerotorer udgør også et faremoment for personer på jorden, da de kan kvæstes ved nærkontakt. Fenestron er en fransk halerotor, indbygget i halefinnen, der nedsætter faremomentet. Halerotorer støjer mere end hovedrotorer og NOTAR (No Tail Rotor) erstatter halerotoren med en blæser, der modvirker rotationen med lufttryk. 
En anden måde at undgå drejningsmomentet er at overlade driften af hovedrotoren til trykluftsdyser på spidsen af rotorbladene. Luftfartøjet Fairey Rotodyne var en mellemting mellem en helikopter og en autogyro. Ved lodret flyvning var det en helikopter og ved vandret flyvning var det to vandrette propeller der drev flyet, mens vinger supplerede rotorens opdrift.
Med to hovedrotorer vil der ikke være problemer med drejningsmomentet eller spild. De to hovedrotorer skal rotere modsat, og den ene er monteret foran, ved siden af eller nedenunder den anden hovedrotor. De kan også være monteret tæt (piskeris-rotor). Vibrationsproblemer og en mere kompliceret mekanik afholder de fleste flykonstruktører fra at anvende to hovedrotorer.  
En hovedrotor
- Hovedrotor og halerotor (Westland Wessex)
- Fenestron (Eurocopter Dauphin)
- NOTAR (MD 500)
- Fairey Rotodyne

To hovedrotorer
- Tandemrotor (Boeing Vertol 107)
- Transversalrotor (Focke-Wulf Fw 61)
- Koaksial rotor (Kamov Ka-25)
- Piskeris-rotor (Kaman Huskie)

## Ekstern henvisning
- Wikimedia Commons har flere filer relateret til Helikopter
- January 2005, popsci.com: Losing Weight, Flying High. The world’s smallest, lightest robotic helicopter demos the future of evershrinking portable gizmos Arkiveret 12. marts 2007 hos  Wayback Machine (engelsk)
- Helikopterens historie (engelsk)